# Guerra grancolombo-peruviana
La Guerra grancolombo-peruviana (1828-1829) è stato un conflitto armato generatosi nel territorio della Grande Colombia, che comprendeva gli odierni territori di Colombia, Venezuela, Panama e Ecuador. Il conflitto ha visto in battaglia le forze della Grande Colombia contro quelle della Repubblica Peruviana.
L'origine di questa controversia va cercata nella tensione sorta tra i governi di entrambi i paesi, che non avevano ancora consolidato le rispettive indipendenze: da un lato il governo liberale del Perù e dall'altro il governo conservatore colombiano, rappresentato da Simon Bolívar. Il Perù, dopo essersi liberato del regime bolivariano o vitalicio, ha aiutato la Bolivia a liberarsi dello stesso, invadiendo il territorio del paese e provocando le ire di Bolívar stesso. Cominciò quindi una polemica politica: la Grande Colombia reclamava il dominio delle province di Tumbes, Jaén e Maynas, mentre il Perù le considerava come parte del suo territorio, seguendo il principio della libera determinazione dei popoli.
Il Perù, dal suo canto, reclamava alla Grande Colombia la provincia di Guayaquil in cambio della cessione del territorio di Jaén.
La guerra si divise in due campagne, la marittima e la terrestre. La campagna marittima è risultata favorevole al Perù, che ha occupato il porto di Guayaquil, mentre la campagna terrestre è stata inconcludente.
Il conflitto è terminato con la firma del Trattato Larrea-Gual (o Trattato di Guayaquil) che mantenne la situazione territoriale identica al periodo precedente lo scoppio della guerra.

Localizzazione del territorio reclamato dai due stati.

## Campagna navale

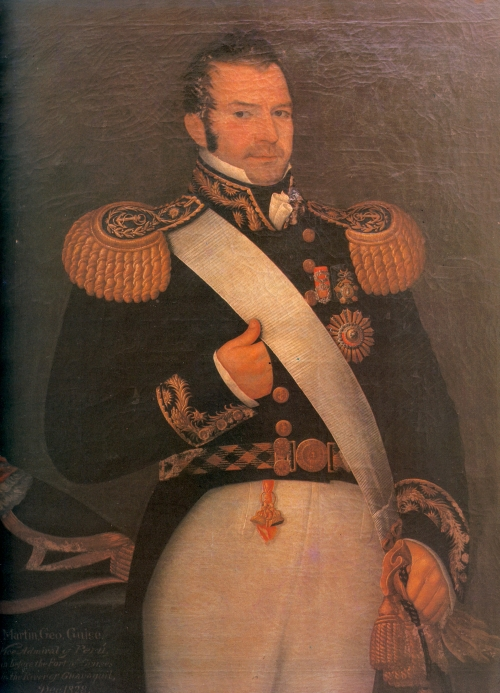
Vicealmirante Martin Jorge Guise, comandante dell'armata peruviana.

L'esercito peruviano sotto il comando del vicealmirante Martin Jorge Guise ha iniziato la campagna marittima con due fregate, una corvetta, un bergantino, due golette e otto lance. La flotta è risultata vittoriosa nel combattimento di Punta Malpelo il 31 agosto 1828 e nel combattimento di Cruces il 22 novembre dello stesso anno.
Una volta eliminate le difese costiere di Guayaquil il blocco ha continuato, la guarnigione della Grande Colombia è stata costretta a ritirarsi e unirsi con l'esercito di Sucre, avviando negoziazioni che vennero firmate a bordo della goletta Arequipeña il 19 gennaio 1829.

## Campagna terrestre

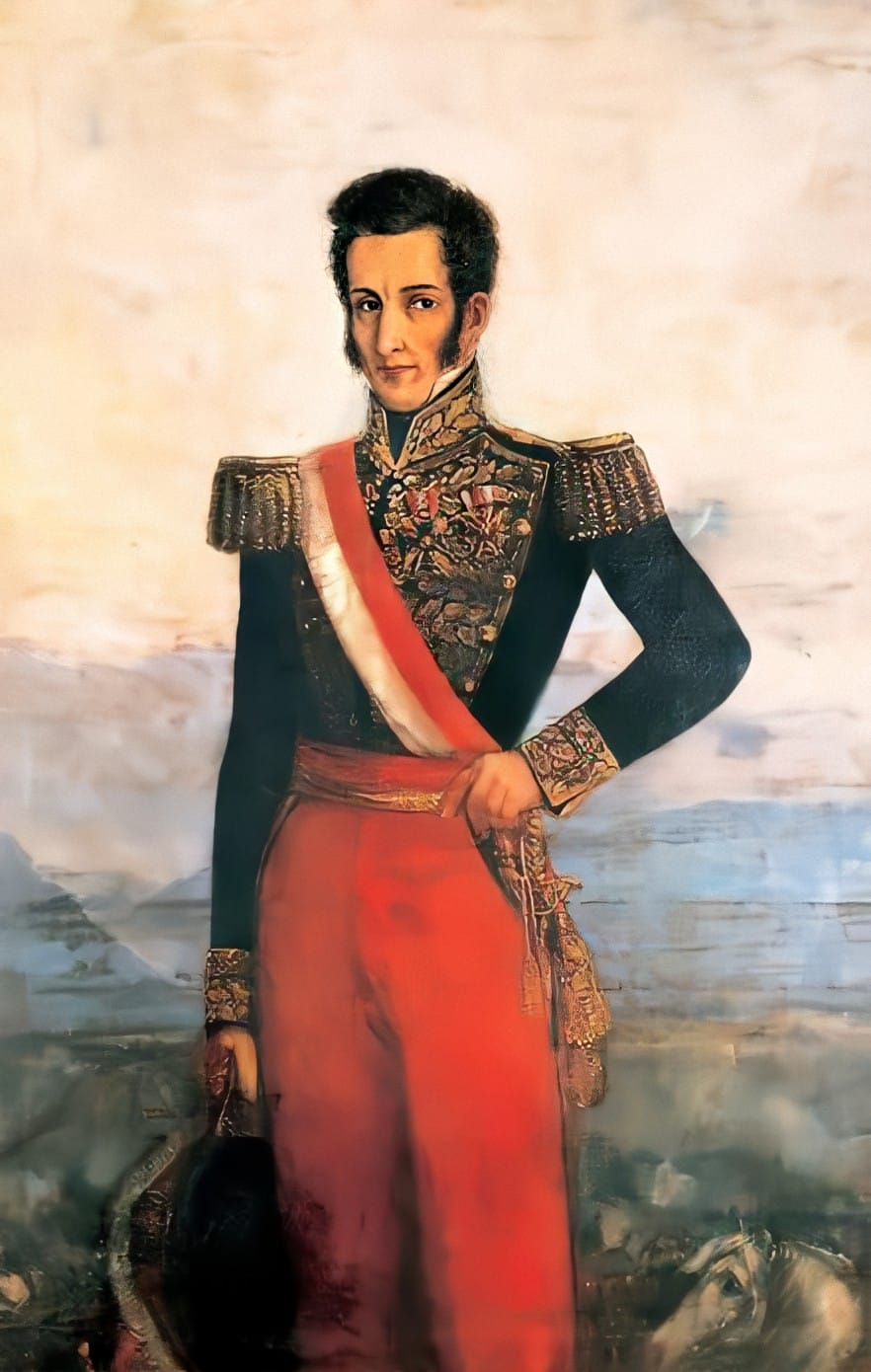
Il Mariscal José de La Mar, presidente del Perù (1827-1829).

La Mar ha avanzato su territorio grancolombiano a partire dal novembre 1828, ordinando anche al colonnello Pedro Raulet di avanzare sul territorio nemico.
Raulet ha occupato il paese di Saraguro e con i rinforzi del colonnello Francisco de Vidal è riuscito a proseguire anche più a nord, fino ad Oña. In tutti quei luoghi, i peruviani poterono contare sull'appoggio della popolazione.
Nel dicembre 1828, La Mar ha spostato il suo quartiere generale a Loja, dove si sono unite le forze militari del generale Gamarra. Il 13 gennaio 1829 ha ricominciato ad avanzare verso nord.

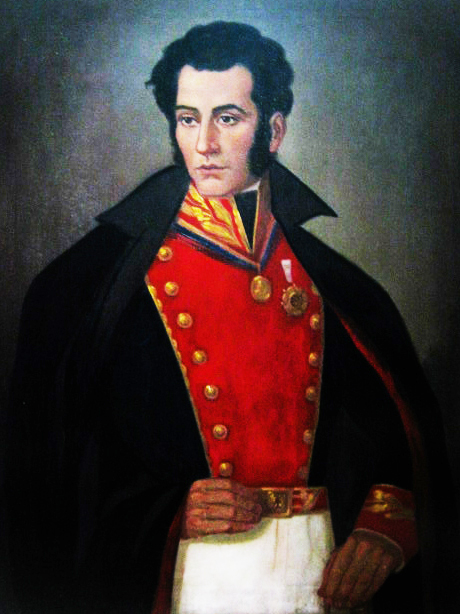
Il Gran Mariscal di Ayacucho Antonio José de Sucre.

Al momento dell'invasione peruviana nel sud della Grande Colombia, il Gran Mariscal Antonio de Sucre si trovava a Nabón. Seguendo le istruzioni di Bolívar, ha invitato La Mar a negoziare la pace.
Il presidente peruviano ha accettato la proposta, mediante nota inviata il 6 febbraio 1829. Le basi per la negoziazione, però, non hanno di fatto alcun successo, se non quello di far guadagnare tempo prezioso all'esercito grancolombiano.

## Firma della pace
Il generale Gamarra ha assunto la presidenza provvisoria del Perù e, desiderando terminare la guerra, ha firmato con i grancolombiani l'Armistizio di Piura, il 10 luglio 1829, con il quale ha accordato una tregua di 60 giorni, oltre alla restituzione di Guayaquil alla Grande Colombia e la sospensione del blocco peruviano sulla costa sud grancolombiana.
In seguito, si riunirono a Guayaquil il delegato peruviano e grancolombiano, rispettivamente José de Larrea y Loredo e Pedro Gual, che sottoscrissero una trattato di pace e amicizia il 22 settembre 1829, il Trattato Larrea-Gual. Venne posta così la parola fine, ufficialmente, alle ostilità, stabilendo «una pace perpetua e inviolabile, e amicizia costante e perfetta tra le nazioni».